# 港口溪
港口溪位於台灣南部，為一縣市管河川，幹流長度31.18公里，流域面積101.60平方公里，分佈於屏東縣東南部，包含滿州鄉南半部、恆春鎮東部一小部分及牡丹鄉南部。主流 (最長河道) 上游為芭拉溪，發源於標高592公尺之高仕佛山東部，向南流經八瑤後改稱港口溪，續流經九個厝、滿州，於小港注入太平洋。

## 水系主要河川
- 港口溪：屏東縣滿州鄉、恆春鎮、牡丹鄉
  - 林祿溪：滿州鄉、恆春鎮
    - 加都魯溪：滿州鄉
    - 白沙彌溪：滿州鄉、恆春鎮
    - 良鑾溪：滿州鄉

  - 小路溪：滿州鄉、牡丹鄉
  - 吧沙加魯溪：滿州鄉
  - 芭拉溪：滿州鄉、牡丹鄉
    - 布由巒溪：牡丹鄉